# Scarabaeus
Scarabaeus (Gândacii de bălegar) este un gen de coleoptere din familia Scarabaeidae. Corpul adulților atinge în lungime 9–40 mm, închis la culoarea și un luciu mat sau metalic. Scarabeii fabrică bile din bălegar din care se hrănesc în galerii subterane. În perioada reproducerii, femela sapă o cameră specială la capătul la o adâncime de zeci de cm, unde și depune ouăle. Pentru nutriția larvelor, adulții pregătesc mai multe bile din bălegar.
Scarabeii sunt consumați de alte insecte, precum cele din familiile Cicindelidae și Staphylinidae, și intră în dieta unor păsări și mamifere 
Se întâlnesc în regiunile aride din zona mediteraneană, în Asia de Vest și Asia de Sud-Vest.
Cele mai cunoscute sunt:
- Scarabaeus armeniacus
- Scarabaeus cicatricosus
- Scarabaeus laticollis
- Scarabaeus puncticollis
- Scarabaeus semipunctatus
- Scarabaeus variolosus
- Scarabaeus babori
- Scarabaeus bannuensis
- Scarabaeus carinatus
- Scarabaeus pius
- Scarabaeus sacer
- Scarabaeus typhon
- Scarabaeus winkleri